# Mark Turner (musicista)
Mark Turner (Fairborn, 10 novembre 1965) è un sassofonista statunitense di genere jazz.

## Biografia e carriera
Nato a Fairborn, Ohio, e cresciuto nella piccola città della California meridionale di Palos Verdes Estates, Turner inizialmente intendeva diventare un artista commerciale. Alle elementari suonava il clarinetto, seguito all'high school dai sassofoni contralto e tenore. Ha frequentato la California State University di Long Beach negli anni '80 (suonando in ensemble jazz) e poi si è trasferito e si è laureato al Berklee College of Music nel 1990 prima di trasferirsi a New York. Turner ha lavorato per un lungo periodo alla Tower Records di New York City prima di lavorare a tempo pieno come musicista jazz.
All'inizio di novembre 2008 Turner si è ferito due dita di una mano con una sega elettrica, ma a fine febbraio 2009 si è esibito di nuovo con l'Edward Simon Quartet al Village Vanguard.

## Stile e influenze
Il sound di Turner ricorda quello di Warne Marsh, ma ha anche elementi di John Coltrane nel suo modo di suonare. Turner ha menzionato sia Marsh che Coltrane come influenze e ha utilizzato elementi degli stili di entrambi i musicisti nella sua musica. La gamma di Turner si estende nel registro altissimo acuto. Le sue linee improvvisate tendono ad abbracciare diverse ottave e contengono una grande complessità armonica e ritmica. Le sue composizioni fanno spesso uso di schemi ripetuti, tempi in chiave dispari e salti intervallari.
Turner afferma che la sua musica "si sta svolgendo come una narrazione". Di conseguenza, il suo album del 2014 Lathe of Heaven prende il nome dall'omonimo romanzo di Ursula K. Le Guin, basato sull'idea di un mondo in cui la natura della realtà continui a cambiare.

## Pubblicazioni musicali
Nel settembre 2014, Turner ha pubblicato il suo primo album come leader dal 2001 su ECM Records; include il trombettista Avishai Cohen, il bassista Joe Martin e il batterista Marcus Gilmore. Turner è un membro del trio Fly, che include anche il contrabbassista Larry Grenadier e il batterista Jeff Ballard. Appare anche nel quartetto del chitarrista Gilad Hekselman e nel quartetto del batterista Billy Hart. Turner ha registrato a lungo con il chitarrista Kurt Rosenwinkel, il sassofonista David Binney e il pianista Aaron Goldberg, tra gli altri. Turner ha suonato o collaborato con più di 45 gruppi jazz. Solo nel 2018 e nel 2019 ha suonato in otto diversi album jazz come turnista o collaboratore.

## Vita privata
Turner è sposato con la psichiatra e antropologa Helena Hansen.

## Discografia parziale
- 1994 - Yam Yam (Criss Cross, 1994) con Seamus Blake, Larry Grenadier, Brad Mehldau, Kurt Rosenwinkel, Jorge Rossy
- 1994 - Consenting Adults (Criss Cross, 1994) con Brad Mehldau, Peter Bernstein, Larry Grenadier
- 1998 - Mark Turner (Warner Brothers, 1998) con Brian Blade, Joshua Redman, Edward Simon, Christopher Thomas
- 1998 - In This World (Warner, 1998) con Brian Blade, Larry Grenadier, Brad Mehldau, Kurt Rosenwinkel, Jorge Rossy
- 2000 - Two Tenor Ballads (Criss Cross, 2000) con Billy Drummond, Larry Grenadier, Kevin Hays, Tad Shull
- 2001 - Ballad Session (Warner 2001) con Brian Blade, Larry Grenadier, Kevin Hays, Kurt Rosenwinkel
- 2001 - Dharma Days (2001) con Reid Anderson, Kurt Rosenwinkel, Nasheet Waits
- 2014 - Mark Turner Quartet Lathe of Heaven (ECM 2014) con Avishai Cohen, Joe Martin, Marcus Gilmore[11]
- 2019 - Meets Gary Foster (Capri, 2019)